# Whale Whores
"Whale Whores" er et South Park afsnit, der tager strøm på "Whale Wars" og anfægter den dobbeltmoral, der findes omkring dyr som fødevarer.
Man kommer også omkring Hiroshima og Nagasaki, samt får placeret skylden herfor. Afsnittet er nr. 192 fra   Sæson 13 fra 2009.